# USS Swerve (AM-121)
Pour les autres navires du même nom, voir USS Swerve.
Le USS Swerve (pennant number AM-121)  est un dragueur de mines de la Classe Auk lancé pour la United States Navy (USN) et qui a servi pendant la Seconde Guerre mondiale.

## Conception
Le Swerve est commandé le 12 juin 1940 pour le chantier naval de John H. Mathis & Company à Camden dans l'état de New Jersey aux États-Unis. La pose de la quille est effectuée le 15 avril 1941, le Swerve est lancé le 26 août 1941 et mis en service le 15 janvier 1942.
Les dragueurs de mines de classe Auk sont armés d'un canon de 3 pouces/50 calibres (76,2 mm), 2 canons Bofors 40 mm et sont équipés 2 lanceurs de charge de profondeurs pour la lutte anti-sous-marine.

## Histoire

### Seconde Guerre mondiale
Le Swerve réalise des essais en mer du 1er au 14 février 1944 et prend la mer le 15 pour Little Creek, en Virginie, afin de commencer sa croisière d'essais de vitesse. La majeure partie du mois de mars est consacrée à la disponibilité et à l'entraînement après ses essais.
Le 29 mars, en tant que membre de la Minesweeper Division 18 ou MinDiv 18 (Division de dragueurs de mines 18), il s'embarque pour Charleston, en Caroline du Sud. Le 7 avril, le Swerve se détache de Charleston pour escorter le convoi CK-2 en route vers les Bermudes. Le convoi y arrive le 18, et le 8 mai, il navigue jusqu'aux Açores. Le Swerve fait escale à Gibraltar et se rend à Naples, en Italie.

#### Opérations de dragage des mines côtières italiennes
Le dragueur de mines prend la mer pour Palerme, en Sicile, le 20 mai et y arrive le lendemain. Il fait un voyage à Bizerte et retourne à Naples. Le navire met le cap sur Anzio le 4 juin et arrive au large de la plage le jour suivant.
Le Swerve reste au large d'Anzio du 5 au 18 juin. Le navire subit des attaques aériennes ennemies les 5 et 9 juin, mais il n'est pas endommagé. Le 19, il se rend à Malte - via Naples - pour y être démagnétisé. Des exercices d'entraînement ont lieu au large de Salerne du 22 juin au 4 juillet. Le lendemain, le dragueur de mines repart pour Anzio.

#### Navire coulé par contact avec une mine
Le 9 juillet, le Swerve drague des mines au large d'Anzio quand, à 13 heures, il heurte une mine à 8 milles nautiques (15 kilomètres) au Nord-Ouest d'Anzio. Une explosion sous-marine se produit sous sa coque bâbord, et trois minutes plus tard, il a une gîte de 10° sur bâbord. L'ordre est donné d'abandonner le navire à 13h07, et, une minute plus tard, le coté bâbord est sous l'eau. Le navire continue à tourner lentement et coule par l'arrière. Quinze minutes après avoir heurté la mine, l'avant du Swerve est en position haute et l'arrière repose sur le fond. Une heure plus tard, le navire a complètement coulé à la position géographique de 41° 31′ N, 12° 28′ E.
Le Swerve est radié du Naval Vessel Register (registre des navires de la marine) le 22 août 1944.

### Honneurs de bataille
- 1 battle star (étoiles de batailles) pour ses actions durant la Seconde Guerre mondiale

### Participation auxconvois
Le Swerve a navigué avec les convois suivants au cours de sa carrière:
1. Convoi CK-2

### Commandement
- Lieutenant Andrew Morthland (USNR) du 23 janvier 1944 au 9 juillet 1944

Notes:
USNR:United States Navy Reserve